# Ноксвил (Џорџија)
Ноксвил (енгл. Knoxville) насељено је место без административног статуса у америчкој савезној држави Џорџија.

## Демографија
По попису из 2010. године број становника је 69.
| Група             | 2000.    | 2010.      |
| Белци             | 0 (0,0%) | 46 (66,7%) |
| Афроамериканци    | 0 (0,0%) | 16 (23,2%) |
| Азијати           | 0 (0,0%) | 0 (0,0%)   |
| Хиспаноамериканци | 0 (0,0%) | 4 (5,8%)   |
| Укупно            | 0        | 69         |